# Organización territorial de Inglaterra

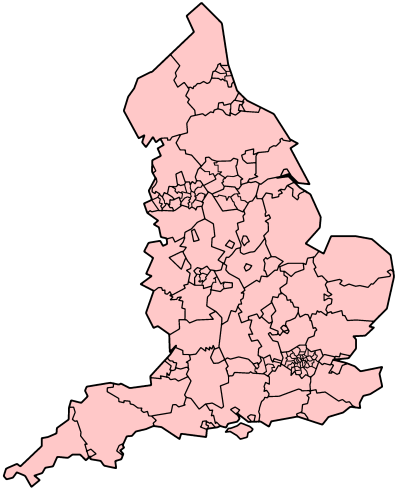
Divisiones administrativas de Inglaterra.

La organización territorial de Inglaterra es un sistema complejo de administración que siempre está en desarrollo. Históricamente, la cúspide de la jerarquía administrativa en Inglaterra era los condados. Estas divisiones habían emergido de un espectro grande de viejas unidades territoriales inglesas. Antes de la unificación, eran algunos reinos, como Essex y Sussex; Ducados, como Yorkshire, Cornualles y Lancashire o, simplemente, áreas de tierra donadas a algún noble, como es el caso de Berkshire.
Estos condados aún existen en su forma original, o casi, formando los condados tradicionales de Inglaterra. En muchas localidades, sin embargo, fueron profundamente cambiados o completamente abolidos como municipios administrativos, debido a varios factores.
Desde el final del siglo XIX, ocurrió una serie de reorganizaciones del gobierno local. La solución a la aparición de grandes áreas urbanas era la creación de grandes condados metropolitanos, centrados en las ciudades (por ejemplo, Gran Mánchester). En los años 90, una reforma del gobierno local comenzó la creación de autoridades unitarias, donde diversos distritos obtuvieron el nivel administrativo de condado. Hoy en día, existe confusión entre los condados ceremoniales (que no forman siempre una unidad administrativa) y los condados metropolitanos y no-metropolitanos.
Actualmente, Inglaterra se divide en cuatro niveles de subdivisiones administrativas: regiones, condados, distritos y parroquias.

## Nivel regional
A primera vista, Inglaterra se divide en nueve regiones.
Las regiones de Inglaterra son el más alto nivel de las Subdivisiones de Inglaterra. Las regiones son nueve:
1. Gran Londres, Greater London;
2. Sudeste de Inglaterra, South East England;
3. Sudoeste de Inglaterra, South West England;
4. Tierras Medias Occidentales, West Midlands;
5. Noroeste de Inglaterra, North West England;
6. Nordeste de Inglaterra, North East England;
7. Yorkshire y Humber, Yorkshire and the Humber;
8. Tierras Medias Orientales, East Midlands;
9. Este de Inglaterra, East of England.

## Nivel de condado
Inglaterra está dividida en 83 condados, además del Gran Londres y las Islas Sorlingas. Existen 49 condados de único distrito y 34 conformados por varios distritos. Por estatus, están divididos en 6 condados metropolitanos que cubren las principales áreas metropolitanas del país y 77 condados no metropolitanos.
Existen a su vez los condados ceremoniales, 48 regiones político-administrativas, gobernada cada una de ellas por un Lord-Lieutenant, representante del Rey de Inglaterra en la región.

## Nivel de distrito
Los distritos de Inglaterra son el tercer nivel de las subdivisiones de Inglaterra usado para los propósitos del gobierno local. Como la estructura del gobierno local en Inglaterra no es uniforme, actualmente hay cuatro tipos principales de subdivisiones de distritos. En total existen 326 distritos a partir a 32 municipios de Londres, 36 distritos metropolitanos, 201 distritos no metropolitanos, 55 autoridades unitarias, además de la City de Londres y de las Islas Sorlingas, los cuales también son considerados como distritos.

## Nivel de parroquia
Las parroquias civiles en Inglaterra suponen la unidad más local del gobierno en el país.